# Zehneria marlothii
Zehneria marlothii är en gurkväxtart som först beskrevs av Célestin Alfred Cogniaux, och fick sitt nu gällande namn av R. och A. Fernandes. Zehneria marlothii ingår i släktet Zehneria och familjen gurkväxter. Inga underarter finns listade i Catalogue of Life.